# Yamaha RD 350 LC
La RD 350 LC est un modèle de moto sportive de la gamme du constructeur japonais Yamaha. C'est une évolution de la série des Yamaha RD à refroidissement par air.

## Historique
La Yamaha RD 350 LC est mue par un bicylindre à deux temps à refroidissement liquide (« LC » pour liquid cooled). À sa présentation, en octobre 1979 à Paris, la RD 350 LC n'a qu'un seul disque de frein à l'avant et est équipée de jantes en alliage identiques à celles de la RD 400. Elle sera commercialisée en juin de la même année avec deux disques de frein (non ventilés) à l'avant. Le cadre, la suspension et l'architecture de ce nouveau moteur sont directement inspirés des machines de course de la marque, telles la 350 TZ.

## Versions

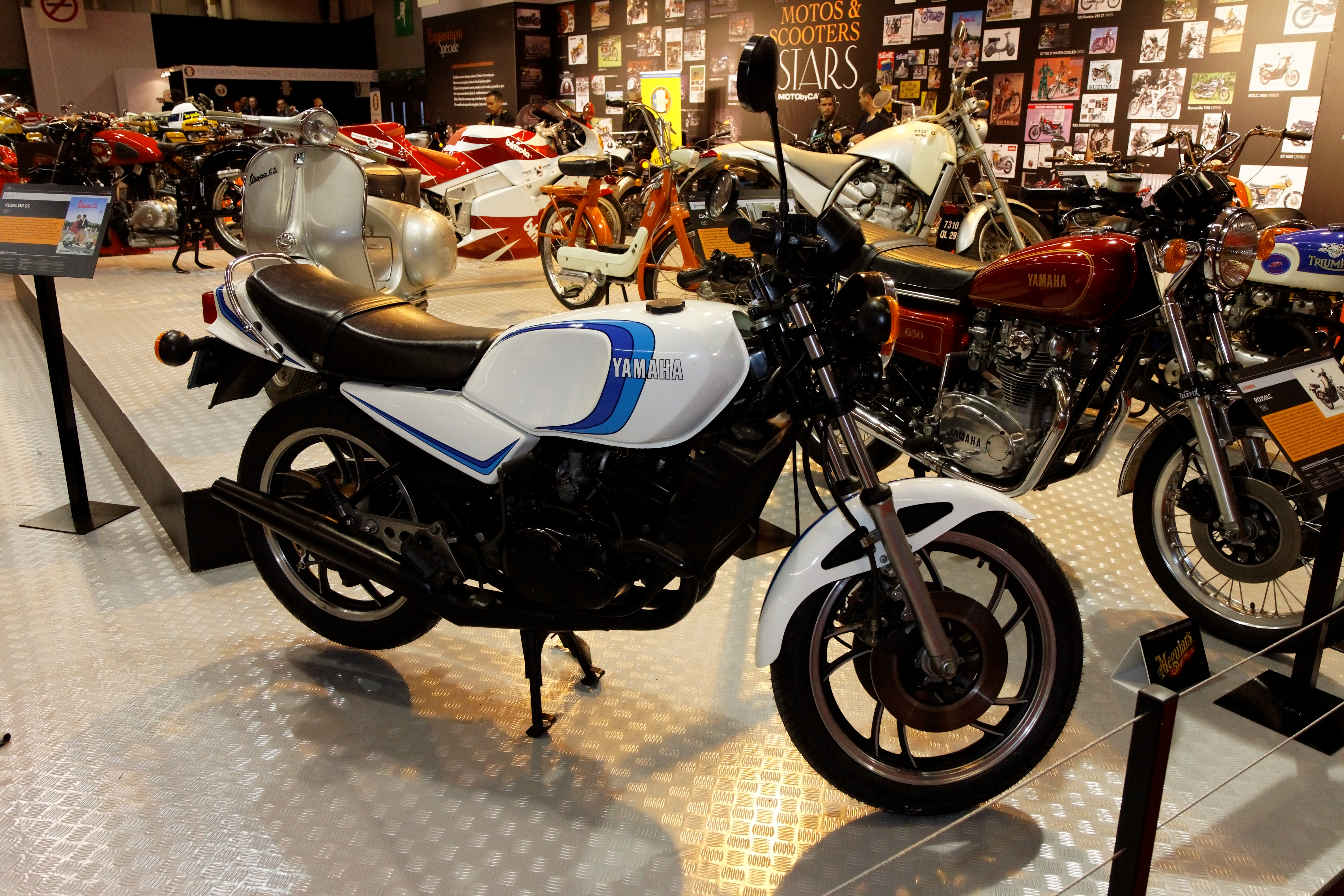
La Yamaha RD 350 LC 4L0 (1980).

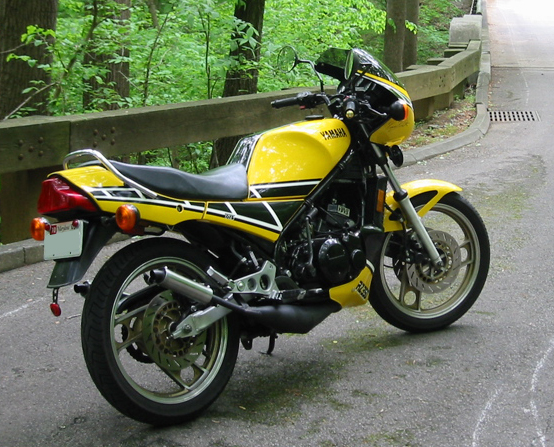
La Yamaha RZ 350 commercialisée aux États-Unis (1984).

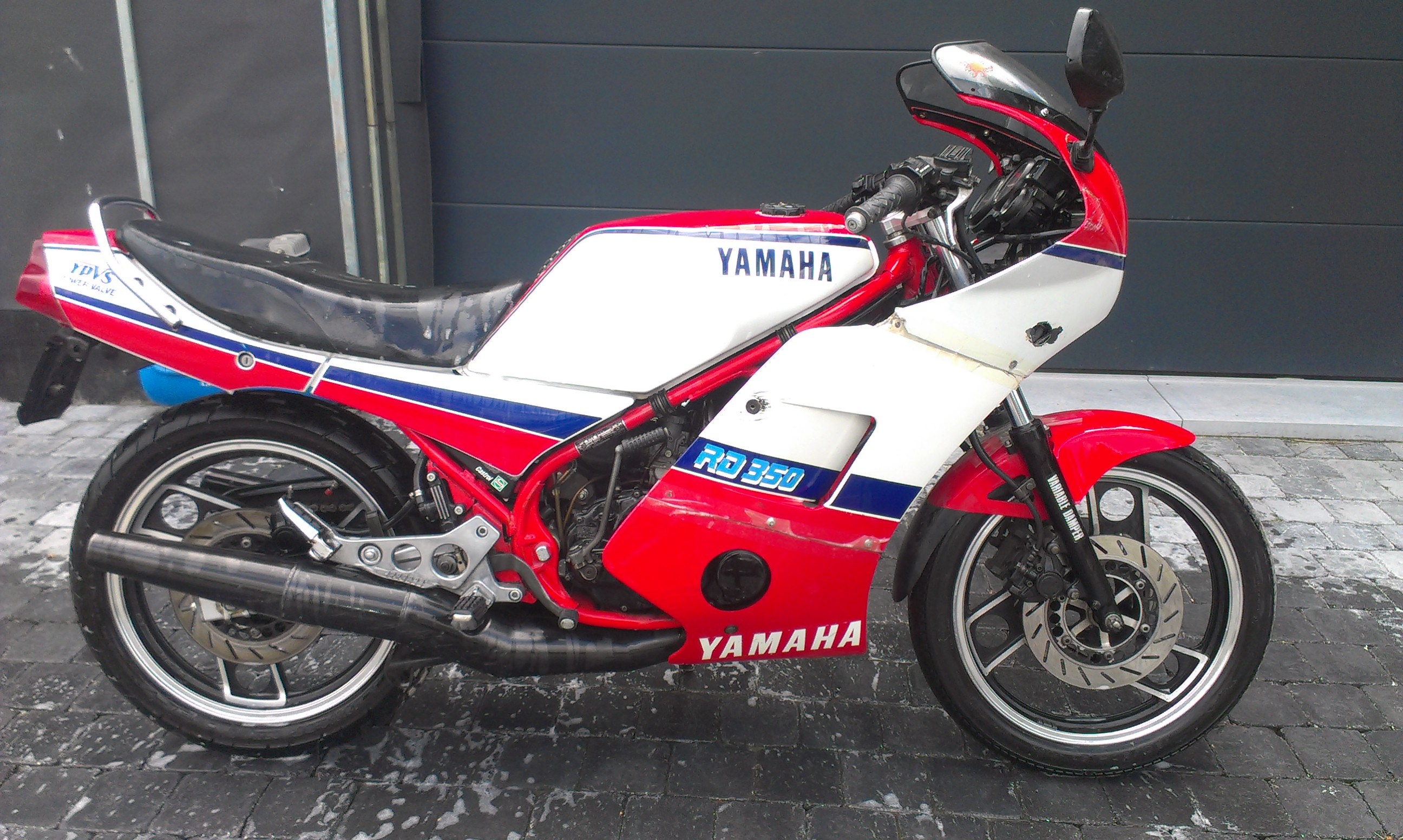
La Yamaha RD 350 F (1985).

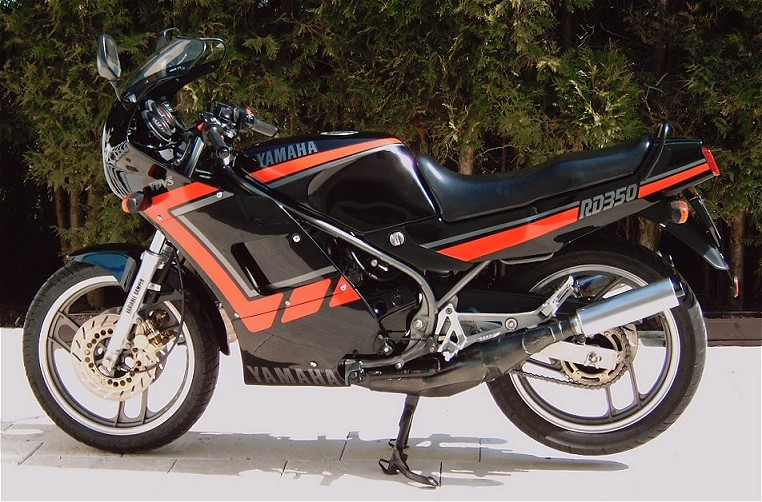
La Yamaha RD 350 F 1WT (1986).

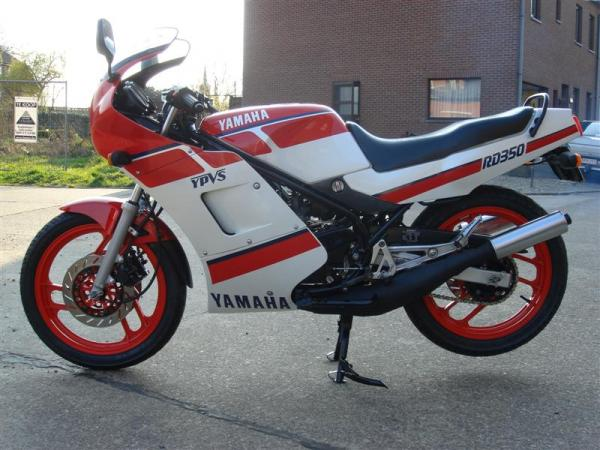
La Yamaha RD 350 produite au brésil (1990).

1979 : Lancement en Europe de la Yamaha RD 350 LC (type 4L0-00). Couleurs disponibles : blanc/bleu et blanc/rouge
1981 : Yamaha renforce les échappements et remplace les carburateurs (type 4L0-01). Sabot et tête de fourche en option. La couleur noire fait son apparition. Début de la commercialisation au Canada et au Japon.
1982 : Octobre, présentation à Paris du modèle RD 350 LC2 (type 31K). Ce modèle, bien que d'allure similaire, n'a plus beaucoup de pièces en commun: nouveau cadre, nouvelle fourche assistée pneumatiquement, nouvelle suspension arrière mono-amortisseur à débattement progressif (au lieu de cantilever), nouveau bras oscillant, freins à disques ventilés à l'avant et à l'arrière, nouvelles jantes tubeless en alliage léger, nouveau tableau de bord, nouveau phare. Outre l’esthétique, un nouveau moteur fait son apparition : le modèle 31K muni de valves d'échappement à ouverture variable appelées « YPVS » (Yamaha Power Valves System), avec pour conséquence un gain de puissance de 12 ch.
1983 : Commercialisation du modèle RD 350 LC2 (type 31K). Sabot et tête de fourche de série. Nouveaux coloris disponibles. Distinction de coloris et d'appellation entre le marché européen et le marché canadien/australien/japonais (appellation RZ 350).
1984 : Commercialisation du modèle RZ 350 (RD 350 LC2 catalysée) aux États-Unis, uniquement disponible aux couleurs Kenny Roberts Réplica (jaune/motifs noirs).
1985 : Lancement de la version carénée de la RD 350 : la RD 350 F (« F » pour fairing : carénage intégral). La tête de fourche de ce modèle est identique à celui de la grande sœur, la RD 500 YPVS. La version avec sabot et tête de fourche est désignée RD 350 N. Nouveau compte-tours électronique, nouveau bras oscillant, nouveaux étriers de freins avec pistons opposés, nouveau garde-boue avant. La RD 350 F est commercialisée au Japon, au Canada et aux États-Unis sous l'appellation RZ 350 R.
1986 : Évolution du modèle RD 350 F (type 1WT) : nouveau cadre, nouveau réservoir, nouveaux carburateurs, nouveaux pistons et cylindres, nouvelle culasse, nouvel allumage, nouveaux échappements munis de silencieux, nouveaux caches latéraux, nouveaux clignotants ; et pour gagner du poids : nouvelle batterie, nouveaux disques de frein, nouvelles roues et nouvelles platines repose-pieds. Carénage intégral uniquement disponible.
1987 : Début de la production au brésil (Yamaha Motor Da Amazonia LTDA) pour les modèles italiens, espagnols et brésiliens. 
1988 : Lancement d'une nouvelle évolution de la RD 350 F (type 3DH1). la puissance du moteur est augmentée à 63 ch. Carénage intégral.
1991 : La production brésilienne adopte un nouveau carénage à double optique et devient la Yamaha RD 350 R (type 4CD). Sa puissance est ramenée à 55 ch. Fin de la production de la RD 350 F en Europe.
1992 : La Yamaha RD 350 R est disponible pour le marché anglais, italien, espagnol et brésilien.
Fin de production brésilienne en 1995.